# Sainte-Croix-du-Mont
Sainte-Croix-du-Mont är en kommun i departementet Gironde i regionen Nouvelle-Aquitaine i sydvästra Frankrike. Kommunen ligger i kantonen Cadillac som tillhör arrondissementet Langon. År 2022 hade Sainte-Croix-du-Mont 841 invånare.

## Befolkningsutveckling
Antalet invånare i kommunen Sainte-Croix-du-Mont
Referens:INSEE